# Ivar Tveiten
Ivar Petterson Tveiten, född 8 december 1850 i Fyresdal, död 17 april 1934, var en norsk politiker.
Tveiten tog seminarieexamen och verkade i sin hembygd 1869–82, blev sedan jordbrukare och fick många förtroendeuppdrag inom och utom kommunen. Han var direktör för dess första sparbank och föreståndare för dess konsumtionsförening. Han var bland annat ledamot av häradsstyrelsen och av amtskolstyrelsen samt ordförande i taxeringsnämnden och i prövningsnämnden. 
Tveiten deltog ivrigt i de politiska rörelserna på 1890-talet, blev ordförande i venstreföreningen och, sedan han flera valperioder varit suppleant, 1903 stortingsman och Venstres parlamentariska ledare. Han var stortingspresident 1917–20 och 1922–24, blev sistnämnda år kyrkominister i Johan Ludwig Mowinckels ministär och avgick med denna i mars 1926 samt drog sig då tillbaka till sin hembygd. 
Tveiten var särskilt intresserad av landsmålssaken och nykterhetsrörelsen. Efter Jørgen Løvlands död var han landsmålsrörelsens ("målsakens") ledare i Stortinget. 